# 灵寿 (乌雅氏)
灵寿（1788年2月4日—1824年），清朝官员，满洲正黄旗人，乌雅氏。
曾祖父吏部尚书官保，祖父凝德，父亲百禄。其母为侧室周氏，称为周夫人。灵寿乾隆五十二年十二月二十八日出生，曾任銮仪卫笔帖式、议叙候选主事。道光四年（1824年）去世。因其女莊順皇貴妃的孙子光绪帝即位，光緒十六年正月二十二日，加恩追贈一品封典。
灵寿嫡妻鄂济特氏，诰封安人；侧室翁氏，诰封安人。其子禧霖，翁安人所出，被出继予同族之三多长子骑都尉崇寿；继子廷会（廷惠），同治十二年三月二十六日亥时出生，后加恩赏给骑都尉，世襲罔替。其女道光帝莊順皇貴妃，为醇亲王奕譞生母，光绪帝、载沣祖母，溥仪曾祖母。